# Nasir (město)
Nasir je malé město v jihosúdánském státě Horní Nil.  Leží na řece Sobat asi 30 km od etiopských hranic. Nasir také bývá někdy pojmenován jako Warkai nebo Choghokak. Město je střediskem Jikanských Nuerů. Podle města byla nazvána SPLA-Nasir, frakce SPLA, existující v době druhé súdánské občanské války, která zde v letech 1991 až 1994 měla základnu.

## Galerie

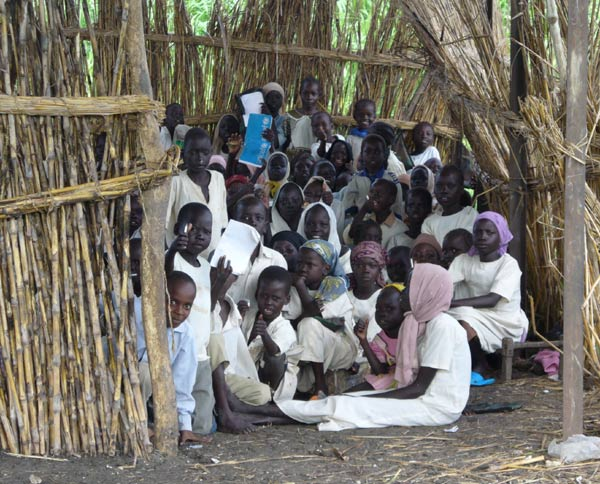
Škola v Nasiru